# کاله پالینگ
کاله پالینگ (استونیایی: Kalle Palling؛ زادهٔ ۲۷ فوریهٔ ۱۹۸۵) سیاستمدار و نماینده مجلس اهل استونی است.